# Sphyrarhynchus
Sphyrarhynchus  (лат.) — монотипный род однодольных растений семейства Орхидные (Orchidaceae), включающий вид Sphyrarhynchus schliebenii Mansf.. Выделен немецким ботаником Рудольфом Мансфельдом в 1935 году.

## Распространение и среда обитания
Единственный вид, как правило, считается эндемиком Танзании, однако в некоторых источниках утверждается, что вид распространён и на территории Кении. Обычно встречается на севере Танзании.

## Ботаническое описание
Небольшие эпифитные растения.
Листья мясистые, линейные, эллиптической формы, по три — пять на каждом растении.
Соцветие плотное, несущее 6—10 блестящих бело-зелёных цветков размером 3 см.
Число хромосом — 2n=50.

## Значение
Хорошо поддаётся культивированию.